# Lanaudière

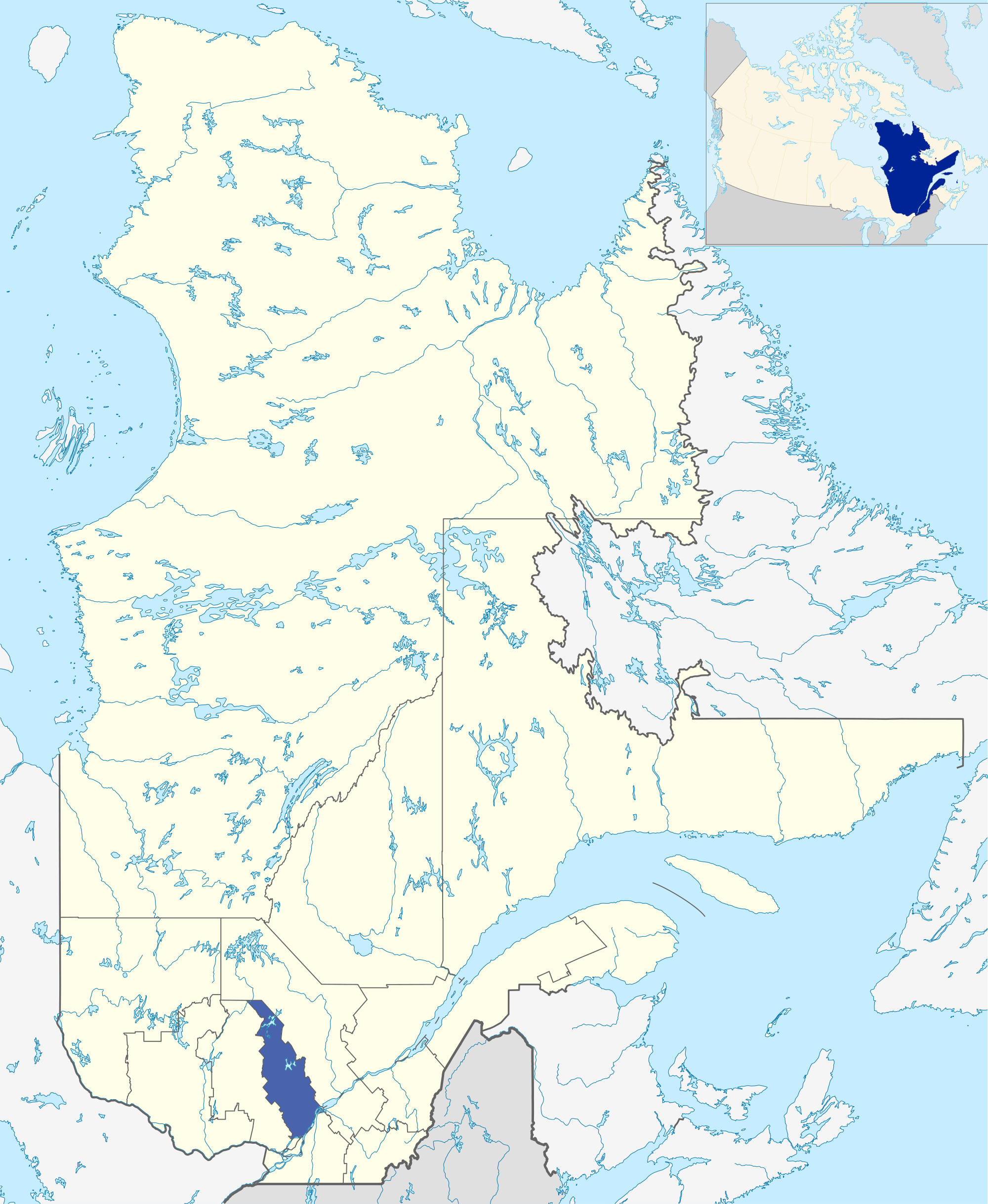
Localização da região administrativa de Lanaudière no Quebec.

O Lanaudière é uma região administrativa da província canadense do Quebec. A região possui 12 313 km², 413 611 habitantes e uma densidade demográfica de 33,6 hab./km².
Com seus vastos espaços abertos e natureza intocada, seus 10.000 lagos e rios e suas cachoeiras, Lanaudière é um verdadeiro paraíso para atividades ao ar livre e pesca. Os apreciadores de comida prosperam com os produtos locais, e os entusiastas da música tradicional ou clássica podem escolher entre uma abundância de festivais.
Festival de Música de Lanaudière
Reconhecido como um dos eventos de música clássica de maior prestígio da América do Norte, este festival conta com a participação de solistas de renome nacional e internacional. Os concertos e recitais são realizados no Amphithéâtre Fernand-Lindsay de Joliette e em igrejas e parques em toda a região.

## Subdivisões

### Regionalidades municipais
- D'Autray
- Joliette
- l'Assomption
- Les Moulins
- Matawinie
- Montcalm

### Reserva indígena
- Manawan